# Maria Magdalena Eek
Maria Magdalena Eek, född 1733, död 1800, var en finländsk sockerbagare (konditor). Hon var verksam i Åbo och hade en framgångsrik karriär som bland annat hovleverantör.
Hon var dotter till rådmannen Henric Eek, och syster till hovrättsrådet Johan Eek och regementsfältskären Henric Abraham Eek. år 1782 ansökte Eek om tillstånd att få tillverka bakelser och kakor och annat, som inte ingick i bagarskråets privilegier. Hon fick det vanliga tillståndet för kvinnor i sådana fall: hon fick ett personligt tillstånd, vilket innebar att hon endast fick sälja vad hon tillverkat personligen för sin egen försörjnings skull, inte anställa lärlingar eller andra anställda i sin verksamhet. Hon registrerades därför aldrig som bagare, vilket gör det svårt att spåra hennes verksamhet. Trots detta blev ”jungfru Eek” en framgångsrik företagare med många anställda, försörjde inte bara sig själv, sin syster och fosterdotter utan köpte ett eget hus och anställde flera kvinnor som sålde hennes produkter på gatorna. Hennes framgångar gjorde henne till föremål för många anmälningar från bagarna i skrået.

## Fotnoter
1. ↑  Matti Klinge (red.), Kansallisbiografia, Finska litteratursällskapet och Finska historiska samfundet, Finlands nationalbiografi-ID: 8304, läst: 9 oktober 2017.[källa från Wikidata]
2. ↑  Maria Magdalena Eek, Biografiskt lexikon för Finland, Svenska litteratursällskapet i Finland, Biografiskt Lexikon för Finland ID (urn.fi): 5429-1416928958035, läs online.[källa från Wikidata]
3. 1 2  Maria Magdalena Eek, Biografiskt lexikon för Finland, Svenska litteratursällskapet i Finland, Biografiskt Lexikon för Finland ID (urn.fi): 5429-1416928958035.[källa från Wikidata]